# リュカ・エルナンデス
リュカ・エルナンデス（Lucas Hernández、フランス語発音: [lukas ɛʁnɑ̃dɛz, - ɛʁnandɛs]）こと、リュカ・フランソワ・ベルナール・エルナンデス・ピー（Lucas François Bernard Hernández Pi , 1996年2月14日 - ）は、フランス・ブーシュ＝デュ＝ローヌ県マルセイユ出身のサッカー選手。パリ・サンジェルマンFC所属。フランス代表。ポジションはディフェンダー。実弟は同じくプロサッカー選手のテオ・エルナンデス。

## クラブ経歴
1996年2月14日、父のジャン＝フランソワ・エルナンデスがオリンピック・マルセイユに所属していた影響で、フランス・マルセイユで生まれる。4歳の時、スペインへと移住する。5歳の時、父が失踪した。2007年、11歳でCFラージョ・マハダオンダからアトレティコ・マドリードのユースチームへ引き抜かれる。アトレティコでは「Jefazo」(ビッグ・ボス)というあだ名をつけられていた。2013年11月9日、ディエゴ・シメオネ監督から声がかかり、ラ・リーガ・ビジャレアル戦にてベンチ入りをしたものの、出場機会はなかった。
2014年4月26日、アトレティコ・マドリードとの契約を2018年まで延長した。12月3日、コパ・デル・レイのCEルスピタレート戦でフル出場し、初のトップチーム出場を果たした。
2015年8月10日、2019年まで契約を延長。これ以降はファーストチームに加わった。2016年3月15日、チャンピオンズリーグ・PSV戦でディエゴ・ゴディンの負傷により、アディショナルタイムに交代。この大会初出場を記録した。
2019年3月27日、7月1日付けでFCバイエルン・ミュンヘンに加入することが決定した。2024年6月30日までの5年契約を締結し、移籍金は8000万ユーロと発表された。UEFAチャンピオンズリーグ 2019-20では出場機会が少なかったものの、優勝を経験し、ビッグイヤーを頭に被った。
2023年7月9日、パリ・サンジェルマンFCと5年契約を締結した。

## 代表経歴

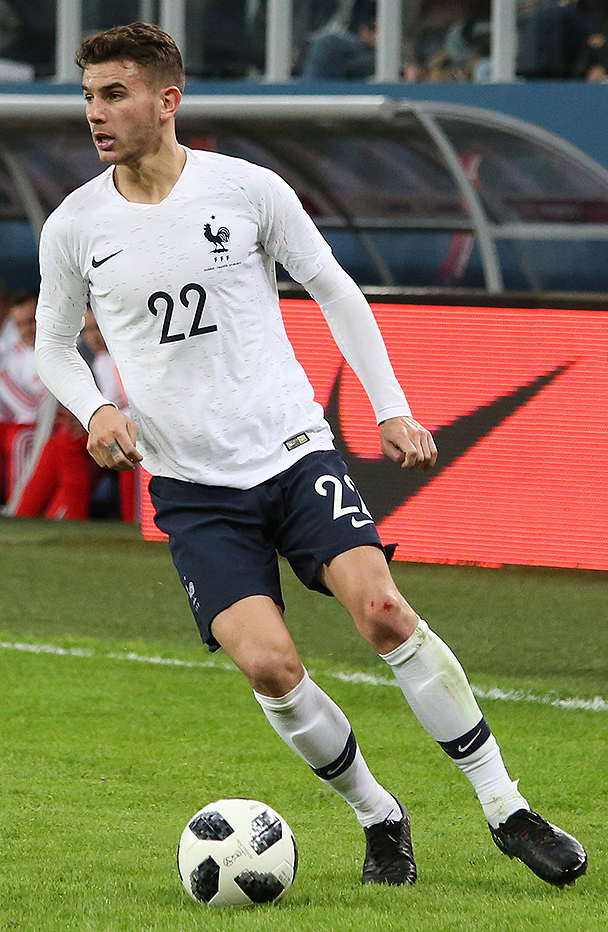
フランス代表でのエルナンデス（2018年）

同じポジションだったパトリス・エヴラの代表引退後、2018年3月のコロンビアとの親善試合でフル代表として初の出場を果たした。
2018年、ワールドカップロシア大会では主に左サイドバックのレギュラーとして6試合に出場し、決勝のクロアチア戦ではチームの4点目となるキリアン・エムバペのゴールアシストするなど、主要メンバーの1人としてフランスの優勝に貢献した。
2021年に開催されたUEFA EURO 2020に出場したが、左膝の半月板損傷が判明し、7月4日に手術を受けた。
2022年11月22日、ワールドカップカタール大会、グループリーグ初戦のオーストラリア戦で先発したが、前半13分に負傷し、弟のテオ・エルナンデスとの交代を強いられた。後の検査で右膝前十字靭帯断裂の大怪我と判明、残りの試合を欠場することとなった。

## 個人成績
出典
2021/05/24現在
| クラブ        | シーズン | リーグ                  | リーグ | リーグ | カップ | カップ | UEFA | UEFA | その他 | その他 | 通算 | 通算 |
| クラブ        | シーズン | リーグ                  | 出場   | 得点   | 出場   | 得点   | 出場 | 得点 | 出場   | 得点   | 出場 | 得点 |
| ------------- | -------- | ----------------------- | ------ | ------ | ------ | ------ | ---- | ---- | ------ | ------ | ---- | ---- |
| A.マドリードB | 2013–14  | セグンダ・ディビシオンB | 2      | 0      | —      | —      | —    | —    | —      | —      | 2    | 0    |
| A.マドリードB | 2014-15  | セグンダ・ディビシオンB | 17     | 1      | —      | —      | —    | —    | —      | —      | 17   | 1    |
| A.マドリードB | 通算     | 通算                    | 19     | 1      | —      | —      | —    | —    | —      | —      | 19   | 1    |
| A.マドリード  | 2014–15  | プリメーラ              | 1      | 0      | 3      | 0      | 0    | 0    | 0      | 0      | 4    | 0    |
| A.マドリード  | 2015-16  | プリメーラ              | 10     | 0      | 2      | 0      | 4    | 0    | —      | —      | 6    | 0    |
| A.マドリード  | 2016-17  | プリメーラ              | 15     | 0      | 5      | 0      | 4    | 0    | —      | —      | 24   | 0    |
| A.マドリード  | 2017-18  | プリメーラ              | 27     | 0      | 6      | 0      | 11   | 0    | —      | —      | 44   | 0    |
| A.マドリード  | 2018-19  | プリメーラ              | 14     | 1      | 2      | 0      | 5    | 0    | 1      | 0      | 22   | 1    |
| A.マドリード  | 通算     | 通算                    | 67     | 1      | 18     | 0      | 24   | 0    | 1      | 0      | 100  | 1    |
| バイエルン    | 2019-20  | ブンデス                | 19     | 0      | 3      | 0      | 3    | 0    | 0      | 0      | 25   | 0    |
| バイエルン    | 2020-21  | ブンデス                | 23     | 0      | 1      | 0      | 11   | 1    | 2      | 0      | 37   | 1    |
| バイエルン    | 通算     | 通算                    | 42     | 0      | 4      | 0      | 14   | 1    | 2      | 0      | 62   | 1    |
| 通算          | 通算     | 通算                    | 128    | 2      | 22     | 0      | 38   | 1    | 3      | 0      | 181  | 3    |

## 代表歴

### 出場大会
- U-19フランス代表
  - 2015年 - UEFA U-19欧州選手権（ベスト4）
- U-21フランス代表
  - 2017年 - UEFA U-21欧州選手権（予選敗退）
- フランス代表
  - 2018年 - 2018 FIFAワールドカップ（優勝）
  - 2018年 - UEFAネーションズリーグ2018-19
  - 2022年 - 2022 FIFAワールドカップ (準優勝)※初戦のみ出場（詳しくは上記）

### 試合数
- 国際Aマッチ 36試合 0得点（2018年 - ）[17]

2024年1月1日現在
| フランス代表 | 国際Aマッチ | 国際Aマッチ |
| 年           | 出場        | 得点        |
| ------------ | ----------- | ----------- |
| 2018         | 15          | 0           |
| 2019         | 2           | 0           |
| 2020         | 5           | 0           |
| 2021         | 8           | 0           |
| 2022         | 3           | 0           |
| 2023         | 3           | 0           |
| 2024         |             |             |
| 通算         | 36          | 0           |

## タイトル

### クラブ
アトレティコ・マドリード
- UEFAヨーロッパリーグ : 2017-18
- UEFAスーパーカップ : 2018

バイエルン・ミュンヘン
- ブンデスリーガ : 4回（2019-20, 2020-21, 2021-22, 2022-23）
- DFBポカール : 2019-20
- UEFAチャンピオンズリーグ : 2019-20
- UEFAスーパーカップ : 2020
- DFLスーパーカップ : 2回（2020, 2022）

PSG
UEFAチャンピオンズリーグ: 2024-25

### 代表
- FIFAワールドカップ : 2018